# Період (мовознавство)
Пері́од (грец. περίοδος — кружний шлях, обертання) — розгорнута, багатокомпонентна, гармонійно організована синтаксична побудова, що характеризується цілісністю теми, повнотою і динамізмом змісту (нерідко з елементами  образності і широких асоціативних зв'язків).
Період вважається фігурою високого,  піднесеного, урочистого стилю, опоетизованого мовлення. Він  належить до найдавніших фігур античної риторики. Великим  майстром періодів був давньогрецький ритор і оратор Горгій, тому період у риториці називають горгієвською фігурою.
Період — категорія стилістичного синтаксису. На відміну від інших синтаксичних конструкцій період є тематично, структурно та  інтонаційно відносно замкненою побудовою, своєрідним мікротвором.

## Структура
Період – риторична фігура, яка найчастіше має чітку двочленну будову. Перший член (протазис — підвищення) характеризується нагромадженням інформації за допомогою періодичного повторення однотипних синтаксичних складників, поступовим підвищенням голосу до найвищої точки. Його ще називають попередником. Другий, структурно компактніший, член періоду (апозис — зниження, або наступник) завершує думку різким спадом інтонації і поступовим зниженням тону голосу до рівня початку мовлення. Частини відмежовує виразна пауза, за допомогою якої акцентується увага на змісті апозису.  В такий спосіб утворюється ніби замкнене інтонаційне коло періоду. Наприклад: 
Фантазіє! Ти сило чарівна, Що збудувала світ в порожньому просторі, Вложила почуття в байдужий промінь зорі, Збудила мертвих з вічного їх сна, Мету вказала буйній хвилі в морі, — // до тебе обертаюсь я сумна: Скажи мені, фантазіє дивна, Як помогти в безмежнім людськім горі.(Леся Українка).
Період з двох членів називають двочленним, а період з трьох членів — тричленним. Кожний член періоду може мати кілька колон (менших частин).
Поряд із класичним різновидом періоду виділять так званий «обернений» період, в якому після ритмічно організованих структур, що формують підвищення, немає традиційної завершальної частини. Твердження, наближене до висновкового узагальнення,  міститься на початку  речення, перед градацією: «На рідні землі сіячі вертають, Щоб сіяти святе зерно своє, Щоб знов заграло українське поле Врожаєм щастя, зродженим навік, Щоб знов засяло сонце світлочоле На вольних водах  українських рік...» (М. Бажан). Періоди такого типу мають епічну-характеристичну природу і використовуються насамперед в художньо-оповідних текстах. 

## Основні характеристики
Період має специфічні особливості, що простежуються на трьох рівнях: смисловому, структурно-синтаксичному та інтонаційному. 
За смисловими відношеннями між першим і другим періодами  розрізняють кілька їх видів:
- завершальний;
- означальний;
- кільцевий (включає кільцевий повтор, що формує рамку строфи чи тексту);
- часовий (виражає часові відношення між засновком і висновком);
- предикатний;
- причинний;
- протиставний;
- пояспювальпо-порівняльний;
- умовний;
- пояснювальний.

Залежно від структурного типу синтаксичної  одиниці, яка лежить в основі періоду, можна виділити:
- період-просте речення. Повторюваними синтаксичними елементами, що утворюють протазис, є однорідні члени;
- період-складносурядне речення. Повторюваними складниками протазису є поєднані сурядним зв'язком прості речення;
- період-складнопідрядне речення. До головної частини належить кілька відповідно розташованих підрядних речень одного типу; вони, як правило, утворюють ряд з однорідною  супідрядністю.

На рівні просодії  перша частина  періоду характеризується поступовим інтонаційним підвищенням, яке досягає максимуму в кінці її, а друга — значним пониженням після паузи (пауза між  підвищенням і зниженням на письмі, як правило, передається комою або комою і тире). Якщо період за змістом і структурою являє собою складне речення ускладненого типу, наприклад, коли членами періоду виступають супідрядні однорідні члени з включеними до них підрядними, то підвищення і зниження тону в свою чергу можуть поділятися на дрібніші частини, які відділяються у вимові один від одного малою паузою. 

## Особливості використання
Період використовується у різних функціональних стилях усної і писемної літературної мови. Найуживаніший у текстах, функціональною сутністю яких є активний словесний вплив або образне відтворення дійсності: в публіцистиці, в ораторській мові, в художніх творах (найчастіше поетичних і прозових). 
Традиція використання періоду в українській літературі та публіцистиці відносно давня. Так, періоди характерні для творів Самійла Величка, Г.Квітки-Основ'яненка, І.Нечуя-Левицького, Л.Глібова, Т.Шевченка, І.Франка, Лесі Українки, П.Грабовського, М.Рильського, М.Бажана, А.Малишка, О.Довженка, О.Гончара. 